# Bezotcovščina
Bezotcovščina (Безотцовщина) è un film del 1976 diretto da Vladimir Georgievič Šamšurin.

## Trama
Dopo la morte di suo marito, Tamara ha dato sua figlia Olya in un orfanotrofio e partì per il nord. Lì crea una nuova famiglia e, anni dopo, richiama la ragazza matura. Non trovando l'amore nella casa di sua madre, Olga partì per un cantiere siberiano con l'idraulico Roman. Ma le prime difficoltà lo spaventarono, e lui la lasciò, senza sapere che Olga aspettava un bambino. Resta da vivere con un parente nella fattoria collettiva. Pochi anni dopo, Roman appare e si affeziona al bambino, ignaro che si tratti di suo figlio.